# Atomiswave
La Atomiswave es una placa arcade y un mueble para arcade lanzado en 2003 por Sammy Corporation, que está basado en la placa arcade de Sega NAOMI (de ahí a que se vea presente el logo de Sega al arrancar el arcade). La placa del sistema Atomiswave usa cartuchos intercambiables para el almacenamiento de los juegos y el panel de control del mueble de la recreativa puede ser fácilmente intercambiado por otro conjunto de controles, incluidos joysticks duales, dos pistolas de luz y un volante.
Con la desaparición del veterano sistema Neo-Geo MVS, SNK Playmore eligió la Atomiswave como su siguiente placa para desarrollar juegos. En un contrato con Sammy, SNK Playmore realizó un acuerdo para desarrollar cinco juegos para el sistema Atomiswave. The King of Fighters Neowave fue el primero de los cinco juegos en aparecer para la Atomiswave (y el primero de los Metal Slug de realizarse en otra placa arcade), aunque después SNK realizó una conversión a la placa arcade Taito Type X2.
En 2009, tres años después del lanzamiento del último juego Atomiswave, Sega Amusement USA decidió lanzar dos nuevos juegos para el sistema, Sega Clay Challenge y Sega Bass Fishing Challenge, destinados a actualizar los terminales Atomiswave aún en funcionamiento.
El sistema Atomiswave ahora está descontinuado.

## Especificaciones técnicas
- CPU: Hitachi SH-4 128-bit RISC CPU a 200 MHz
  - Rendimiento: 360 MIPS/1.4 GFLOPS
- Procesador Gráfico: PowerVR 2 (24 bits de color)
  - Rendimiento poligonal: de 3 a 5 millones de polígonos/segundo.
  - Velocidad de renderizado: 500 M pixeles/segundo
  - Características adicionales: bump mapping, niebla (fog), alpha-blending (transparencia), mip mapping (polygon-texture auto switch), tri-*linear filtering, anti-aliasing, environment mapping, and specular effect
- Procesador de sonido: 45 MHz ARM7 Yamaha AICA (con una CPU de 32-bits RISC, 64 canales ADPCM)
- Memoria
  - Sistema: 16 MB
  - Gráfica: 16 MB
  - Sonido: 8 MB
- Medio de almacenamiento: memorias ROM

## Lista de juegos de la placa Atomiswave
- 2003
  - Demolish Fist
  - Dolphin Blue (game)
  - Guilty Gear X Ver.1.5
  - Maximum Speed
  - Sports Shooting USA
- 2004
  - Faster Than Speed
  - Guilty Gear Isuka
  - The King of Fighters Neowave
  - Knights of Valour: The Seven Spirits
  - Ranger Mission
  - The Rumble Fish
  - Net Select: Salaryman Kintarou
- 2005
  - Animal Basket / Hustle Tamaire Kyousou
  - Block Pong Pong
  - Extreme Hunting
  - Fist of the North Star / Hokuto No Ken
  - Miracle Stadium
  - Net Select: Keiba Victory Furlong
  - Neo Geo Battle Coliseum
  - The Rumble Fish 2
  - Samurai Shodown VI / Samurai Spirits Tenkaichi Kenkakuden
  - The King of Fighters XI
  - Wai Wai Drive
- 2006
  - Metal Slug 6
  - Extreme Hunting 2 Tournament Edition
  - Dirty Pigskin Football
- 2008
  - Sega Clay Challenge
- 2009
  - Sega Bass Fishing Challenge

## Juegos cancelados
- - Chase 1929 (2004)
  - Force Five (2004)
  - Kenju (2004)
  - Nightmare in the Dark II (2003)
  - Premier Eleven  (2003)
  - Sammy vs. Capcom  (2004)
  - Sushi Bar (2003)